# Bat Eyes
Bat Eyes is een Belgische indierockgroep uit Gent bestaande uit Koen Wijnant (zang, gitaar), Luna De Bruyne (zang, basgitaar), Tomas Serrien (drums) en Birger Ameys (gitaar).  

## Geschiedenis
Bat Eyes werd opgericht in 2019. Frontman Koen Wijnant (Arquettes) had een aantal demos opgenomen en wilde een volwaardig album maken waarvoor hij de hulp inschakelde van vrienden. In maart 2020 verscheen hun debuutsingle 'Loria'. Datzelfde jaar werd de bezetting met de komst van Birger Ameys uitgebreid van drie naar vier. In mei volgde de single 'You're the Breeze'. Wijnant had het nummer al geschreven toen hij nog in Arquettes speelde, maar hij vond het niet passen bij de muziek die die band maakte.
In 2021 bracht Bat Eyes een titelloze ep uit. Alle nummers van de ep zijn als single uitgebracht; na 'Loria' volgden in 2021 achtereenvolgens 'Saving Up', 'Belly' en 'I Don't Mind'.

## Stijl
Tom Berth van Dansende Beren hoorde in de eerste twee singles de sound van jaren 90-bands als Pinback, The Lemonheads en Sebadoh terug. Marc Alenus van daMusic deelde die mening en vergeleek de sound verder met die van indierockbands als Guided by Voices, Pavement en Sparklehorse. In de recensie van de titelloze ep op Snoozecontrol werd de band in de hoek van powerpop geplaatst.

## Discografie

### Singles
- 'Loria', 2020
- 'You're the Breeze', 2020
- 'Saving Up', 2021
- 'Belly', 2021
- 'I Don't Mind', 2021

### Ep's
- Bat Eyes, 2021

### Albums
- Bat Eyes, 2022